# 祇園

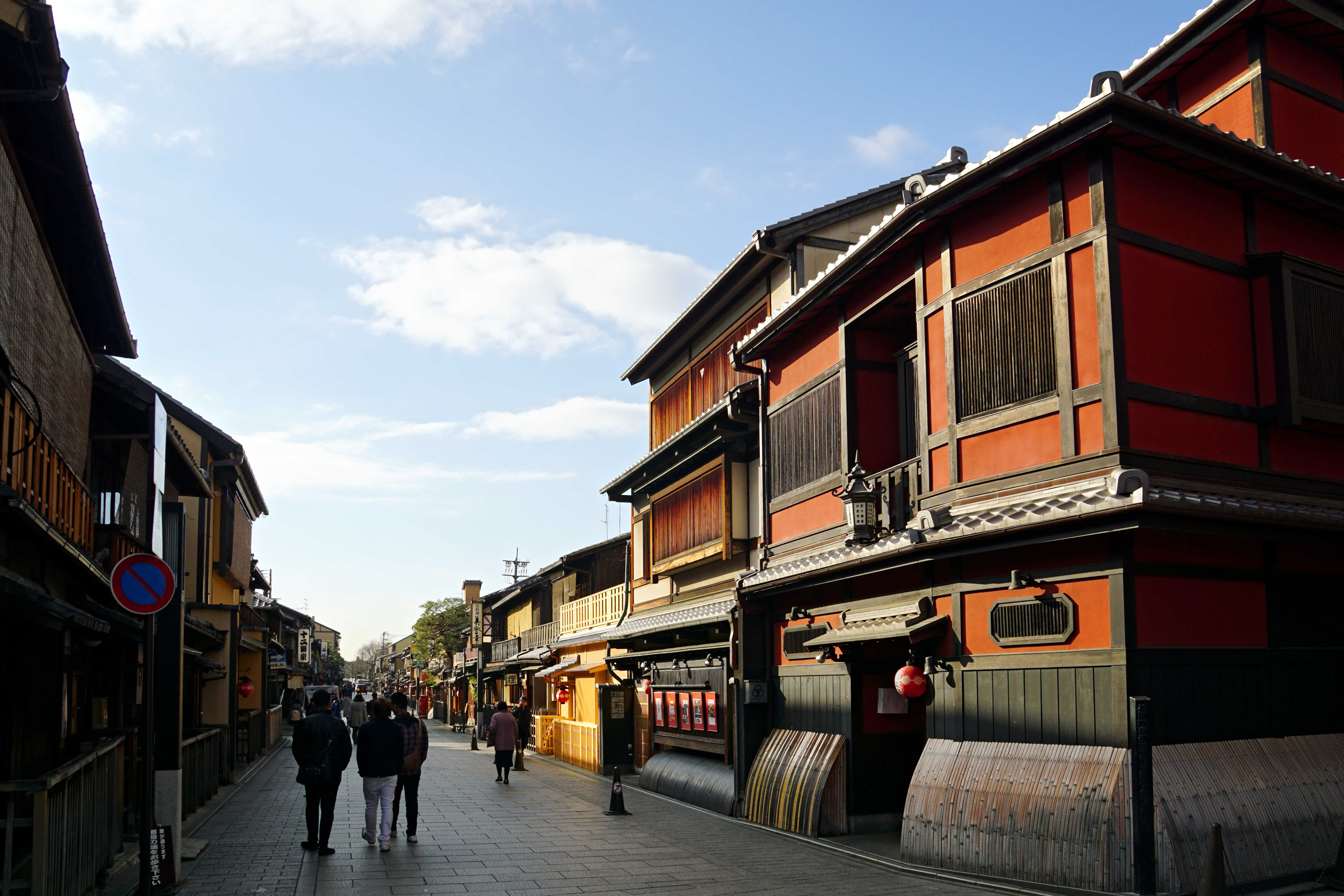
花見小路通

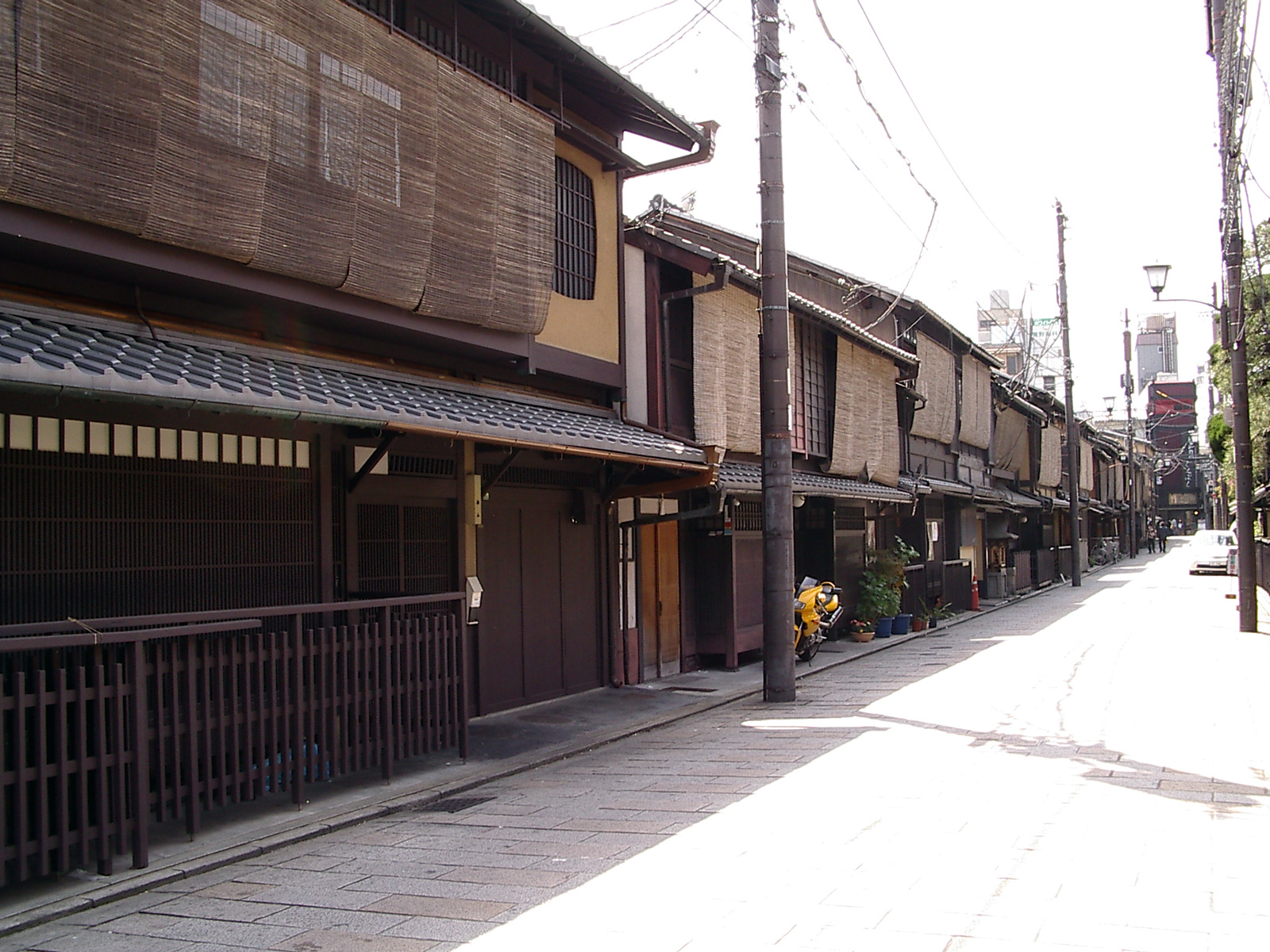
新橋通

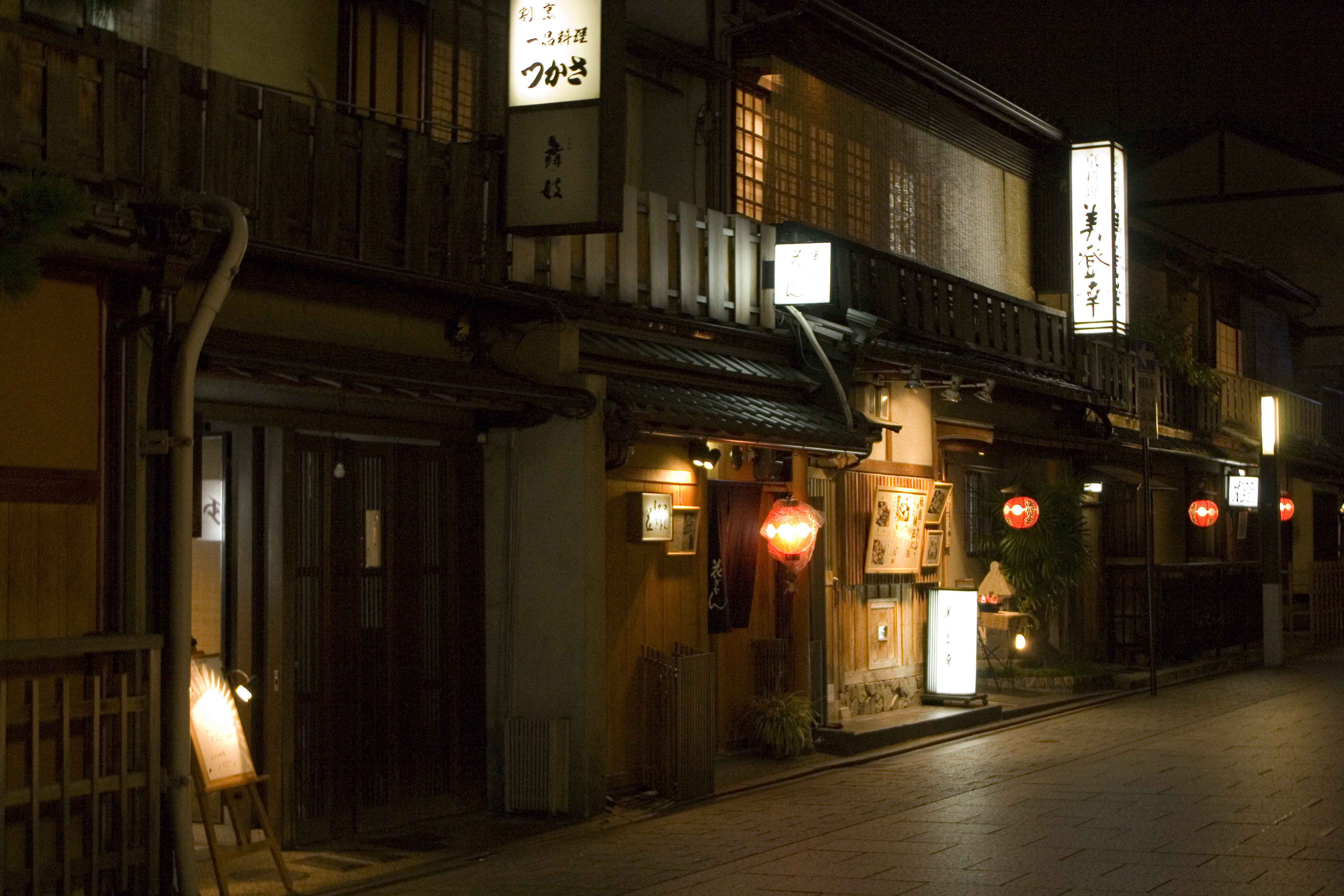
夜間的花見小路與街旁的料亭。

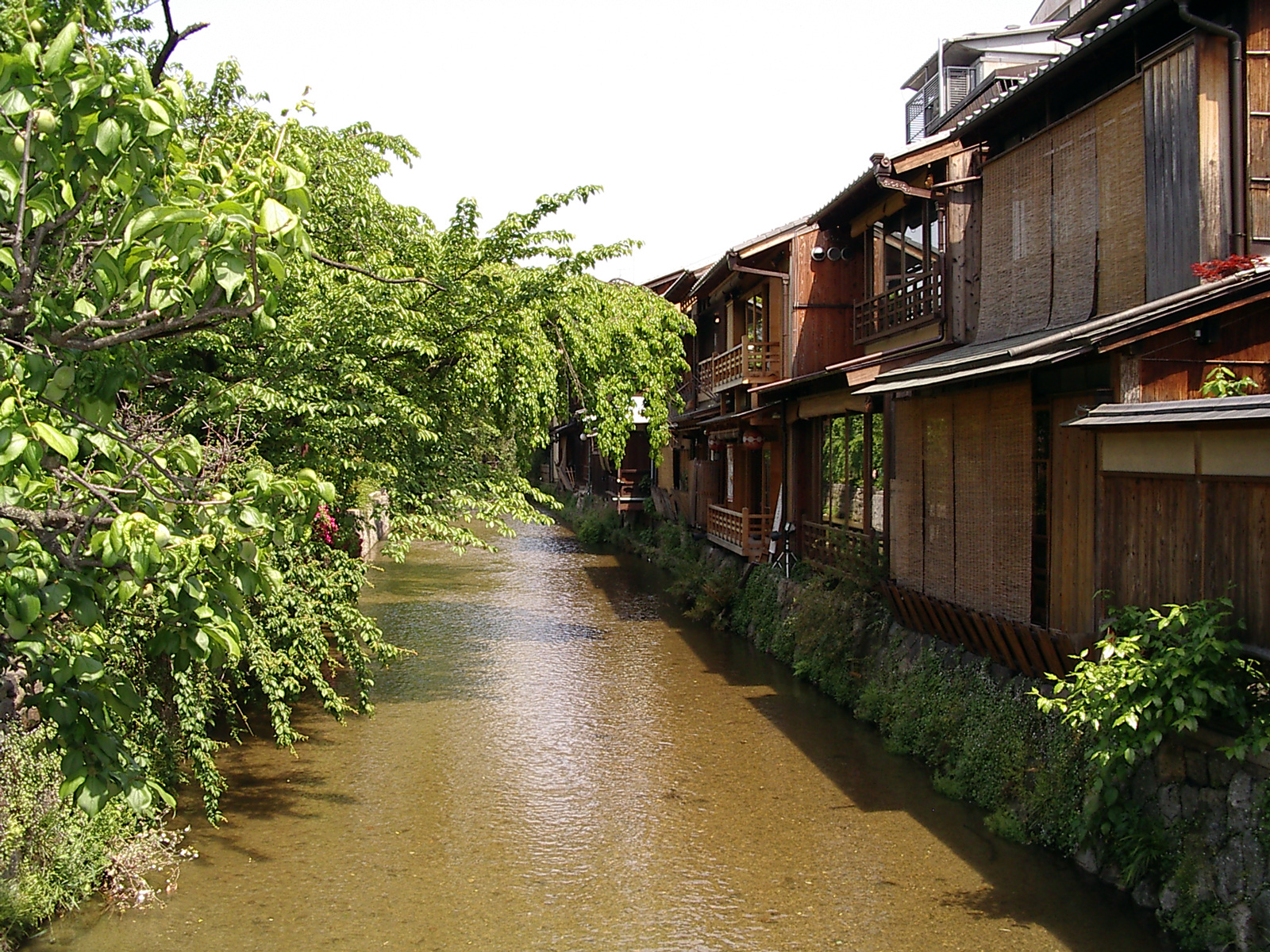
白川 (淀川水系)沿岸

祇園，位於京都府京都市東山區，是京都市區內代表性的鬧區與風化區。

## 概要
作為八坂神社的門前町，從鴨川到東大路通、八坂神社的四條通沿線發展而成。京都有數的花街（以舞妓聞名），有許多茶館、料亭、酒吧，也有歌舞伎劇場的南座。北部的新橋通到白川沿岸的地區被選定為國之重要傳統的建造物群保存地區，南部的花見小路一帶被指定為京都市的歷史的景觀保全修景地區。
「祇園」一名源自於祇園精舍。

## 花街
祇園區域內的祇園甲部和祇園東這兩個地區是京都現存的五處花街之一。其中祇園甲部是京都最大的花街。祇園東又稱『祇園乙部』，性工作者也較祇園甲部多。
需要注意的是藝妓和性工作者並不相同。在絕大多數情況下，藝妓以賣藝為業，並不賣身。

## 意外
- 2012年4月12日，京阪電車祇園四條車站附近，四條通的十字路口發生嚴重車禍。當日下午1時許，一輛銀色小型休旅車衝紅燈後，與一輛的士相撞，再剷上行人路，撞向正在十字路口等候過馬路的人群，並繼續衝前200米，直至撞向電線桿才停下。事件導致8死11傷，死者包括男性駕駛者藤崎晉吾。

## 鄰近地標
- 祇園四條車站
- 四條大橋
- 祇園甲部
- 祇園東

## 以祇園為舞台的作品

### 電影
- 祇園の姉妹（日语：祇園の姉妹）
- 祇園囃子（1934年）
- 祇園囃子（1953年）（日语：祇園囃子 (1953年の映画)）
- 舞妓物語
- おもちゃ（日语：おもちゃ (映画)）
- 藝伎回憶錄
- 舞妓Haaaan!!!
- 遙かなる時空の中で　舞一夜
- 舞妓はレディ

### 電視劇
- だんだん（日语：だんだん）（NHK）
- 京都祇園入り婿刑事事件簿（日语：京都祇園入り婿刑事事件簿）（富士電視台）
- 舞妓さんは名探偵!（日语：舞妓さんは名探偵!）（朝日電視台）
- 祇園囃子 （朝日電視台）（日语：祇園囃子 (テレビドラマ)）

### 小說
- 京都の芸者弁護士事件簿（日语：京都の芸者弁護士） （和久峻三）
- 祇園舞妓小菊系列、紅色靈柩車系列、キャサリン系列 他 （山村美紗）

### 歌謠曲
- 「祇園小唄」（戰前的流行歌）
- 「舞妓はん（日语：舞妓はん）」（橋幸夫）
- 「ひとり囃子 -祇園祭より-」（小柳留美子）

### 遊戲
- 「龍が如く 見参!」（2008年）
- 「跑車浪漫旅5」－拍照旅行（2010年）

### 漫畫
- 龍（村上紀香作品）

## 外部連結
- 京都祇園觀光案內 （页面存档备份，存于）

35°00′13″N 135°46′30″E / 35.003496°N 135.775051°E